# Pascual Garrido
Alberto Pascual Garrido Lopez (Buenos Aires, 28 settembre 1974) è un ex calciatore argentino, di ruolo difensore.

## Carriera
Tra il 1992 ed il 1996 ha fatto parte della rosa del Boca Juniors, con cui ha anche disputato una partita nella prima divisione argentina.
Nella stagione 1997-1998 gioca 4 partite nella prima divisione francese col Bastia, con cui si piazza al nono posto in classifica; nel corso della stagione vince inoltre la Coppa Intertoto. A fine anno si trasferisce in Italia, alla Triestina; con la squadra giuliana durante la stagione 1998-1999 gioca 6 partite nel campionato di Serie C2, che gli alabardati chiudono al secondo posto in classifica per poi perdere la finale play-off per la promozione in Serie C1 contro i veneti del San Donà.
Al termine della stagione alla Triestina Garrido si trasferisce in Spagna, al Lleida, con cui arriva quinto in classifica nella seconda divisione spagnola; va poi a giocare in Scozia con il Dundee, con cui rimane dal 2000 al 2002: nell'arco del biennio disputa in totale 27 partite nella prima divisione scozzese. Sempre nel 2002 ha anche vestito la maglia dei Rangers de Talca, club della prima divisione cilena.

## Palmarès

### Club

#### Competizioni nazionali
- Campionato argentino: 1

Boca Juniors: Apertura 1992

#### Competizioni internazionali
- Copa Master de Supercopa: 1

Boca Juniors: 1992
- Coppa Intertoto UEFA: 1

Bastia: 1997